# Mauritius na Mistrzostwach Świata w Lekkoatletyce 2009
Mauritius na Mistrzostwach Świata w Lekkoatletyce 2009 – reprezentacja Mauritiusa podczas czempionatu w Berlinie liczyła 3 zawodników, z których żaden nie awansował do finału.

## Występy reprezentantów Mauritiusa

### Mężczyźni
| Konkurencja   | Zawodnik         | Eliminacje | Eliminacje | Ćwierćfinał | Ćwierćfinał | Półfinał      | Półfinał      | Finał         | Finał         |
| Konkurencja   | Zawodnik         | Wynik      | Poz.       | Wynik       | Poz.        | Wynik         | Poz.          | Wynik         | Poz.          |
| ------------- | ---------------- | ---------- | ---------- | ----------- | ----------- | ------------- | ------------- | ------------- | ------------- |
| Bieg na 200 m | Stéphan Buckland | 21,00      | 32.        | 21,33       | 29.         | Nie awansował | Nie awansował | Nie awansował | Nie awansował |
| Bieg na 400 m | Eric Milazar     | 46,39      | 31.        |             |             | Nie awansował | Nie awansował | Nie awansował | Nie awansował |

### Kobiety
| Konkurencja   | Zawodniczka     | Eliminacje | Eliminacje | Półfinał       | Półfinał       | Finał          | Finał          |
| Konkurencja   | Zawodniczka     | Wynik      | Poz.       | Wynik          | Poz.           | Wynik          | Poz.           |
| ------------- | --------------- | ---------- | ---------- | -------------- | -------------- | -------------- | -------------- |
| Bieg na 800 m | Anabelle Lascar | 2:06,53 SB | 34.        | Nie awansowała | Nie awansowała | Nie awansowała | Nie awansowała |